# T17 (бронеавтомобиль)
T17 (англ. Armored Car T17), также известный под его британским названием «Дирхаунд» (англ. Deerhound, оленья борзая) — средний бронеавтомобиль США периода Второй мировой войны. Был создан фирмой «Форд» в 1941—1942 годах, по совместному заказу Великобритании и Бронетанкового комитета США на разведывательный бронеавтомобиль. Несмотря на общее обозначение, T17 не являлся вариантом бронеавтомобиля T17E1, разработанного другой фирмой на конкурс по тому же заказу, хотя и использовал ряд общих компонентов с ним. В январе 1942 года, ещё до испытаний первого прототипа, фирме «Форд» был выдан заказ на производство 2260 бронеавтомобилей T17, в июне того же года увеличенный до 3760 единиц.
В ходе испытаний опытных образцов, проводившихся в 1942 — начале 1943 года, выявилось превосходство T17E1 в надёжности и большее соответствие его британским требованиям, что в сочетании с задержками в доработке и производстве T17 привело к отказу армии от последнего. Серийное производство T17 велось с ноября 1942 года, но после выбора T17E1 первоначальный заказ был сокращён до 250 единиц, последний из которых был выпущен в мае 1943 года, для занятия сборочных линий до начала производства бронеавтомобиля M8. Первоначально планировалось передать выпущенные T17 Великобритании по программе ленд-лиза, но после дальнейших испытаний Британская армия также отказалась от него. За отсутствием лучших вариантов, T17 были, без установки 37-мм пушки, переданы частям военной полиции США, использовавшими их для патрульной деятельности на территории США. Были стандартизированы как М5.

## Серийное производство
| Год   | 1     | 2     | 3     | 4     | 5     | 6     | 7     | 8     | 9     | 10    | 11    | 12    | Всего |
| ----- | ----- | ----- | ----- | ----- | ----- | ----- | ----- | ----- | ----- | ----- | ----- | ----- | ----- |
| 1942  |       |       |       |       |       |       |       |       |       |       | 8     | 24    | 32    |
| 1943  | 66    |       | 124   | 26    | 2     |       |       |       |       |       |       |       | 218   |
| Всего | Всего | Всего | Всего | Всего | Всего | Всего | Всего | Всего | Всего | Всего | Всего | Всего | 250   |